# Twierdzenie Bondy’ego-Chvátala
Twierdzenie Bondy’ego-Chvátala – twierdzenie pozwalające stwierdzić, czy graf jest hamiltonowski.

## Treść twierdzenia
Niech {\displaystyle G} będzie grafem o {\displaystyle n} wierzchołkach, a {\displaystyle C(G)} oznacza jego nadgraf zbudowany według reguły mówiącej, że dla każdej pary {\displaystyle \{v,u\}} niepołączonych bezpośrednio krawędzią wierzchołków takich, że:
{\displaystyle \deg(v)+\deg(u)\geqslant n}
należy dodać krawędź {\displaystyle \{v,u\}.} Graf {\displaystyle G} jest hamiltonowski wtedy, i tylko wtedy, gdy {\displaystyle C(G)} jest hamiltonowski.